# Jean-Marie Auberson
Jean-Marie Auberson (Chavornay, 2 maggio 1920 – Draguignan, 4 luglio 2004) è stato un violinista e direttore d'orchestra svizzero.

## Biografia
Ha studiato con Ernest Ansermet e Carl Schuricht; anche presso il Conservatorio di Losanna, dove i suoi tutor sono stati Victor Desarzens (per il violino) e Alfred Pochon (per la viola).
Nel corso della sua carriera è stato violinistra presso l'Orchestra da Camera di Losanna dal 1943 al 1946 per poi passare come violista all'Orchestre de la Suisse Romande dove rimase dal 1946 al 1949 e dove ebbe come direttore Ernest Ansermet che lo indirizzo alla carriera direttoriale.
Dopo un periodo di studio, iniziò l'attività direttoriale presso l'Orchestra Beromunster che diresse dal 1956 al 1960 per passare poi all'Orchestra da Camera di Losanna che lo ebbe come direttore dal 1963 al 1965.
Divenne quindi direttore della Hamburgische Staatsoper (1968 - 1973) e quindi della Basel Sinfonietta dal 1984 al 1986.

## Carriera musicale
- Violinista con l'Orchestra da Camera di Losanna (1943-1946)
- suonatore di viola con l'Orchestra de la Suisse Romande (1946-1949)
- Redattore di studi musicali (1950-1951)
- Direttore alla Radio-Orchestre Beromunster (1956-1960)
- Secondo Direttore dell'Orchestra da Camera di Losanna (1963-1965)
- Direttore della Hamburgische Staatsoper (1968-1973)
- Direttore della Basel Sinfonietta (1984-1986)

## Vita personale
Suo figlio Pascal Auberson è un apprezzato cantante e percussionista, il figlio Antoine Auberson è un
compositore, mentre la figlia Audry Michael, soprano, la sua carriera si è svolta,  prima,
principalmente in Germania, successivamente nel mondo intero con i più grandi Direttori d'Orchestra come Herbert Von Karajan, Giuseppe Sinopoli, Riccardo Muti, Jordan, Jacobs, Corboz e altri.